# Milionia montivagens
Milionia montivagens är en fjärilsart som beskrevs av Thierry-mieg 1907. Milionia montivagens ingår i släktet Milionia och familjen mätare. Inga underarter finns listade i Catalogue of Life.